# Klaus Merz

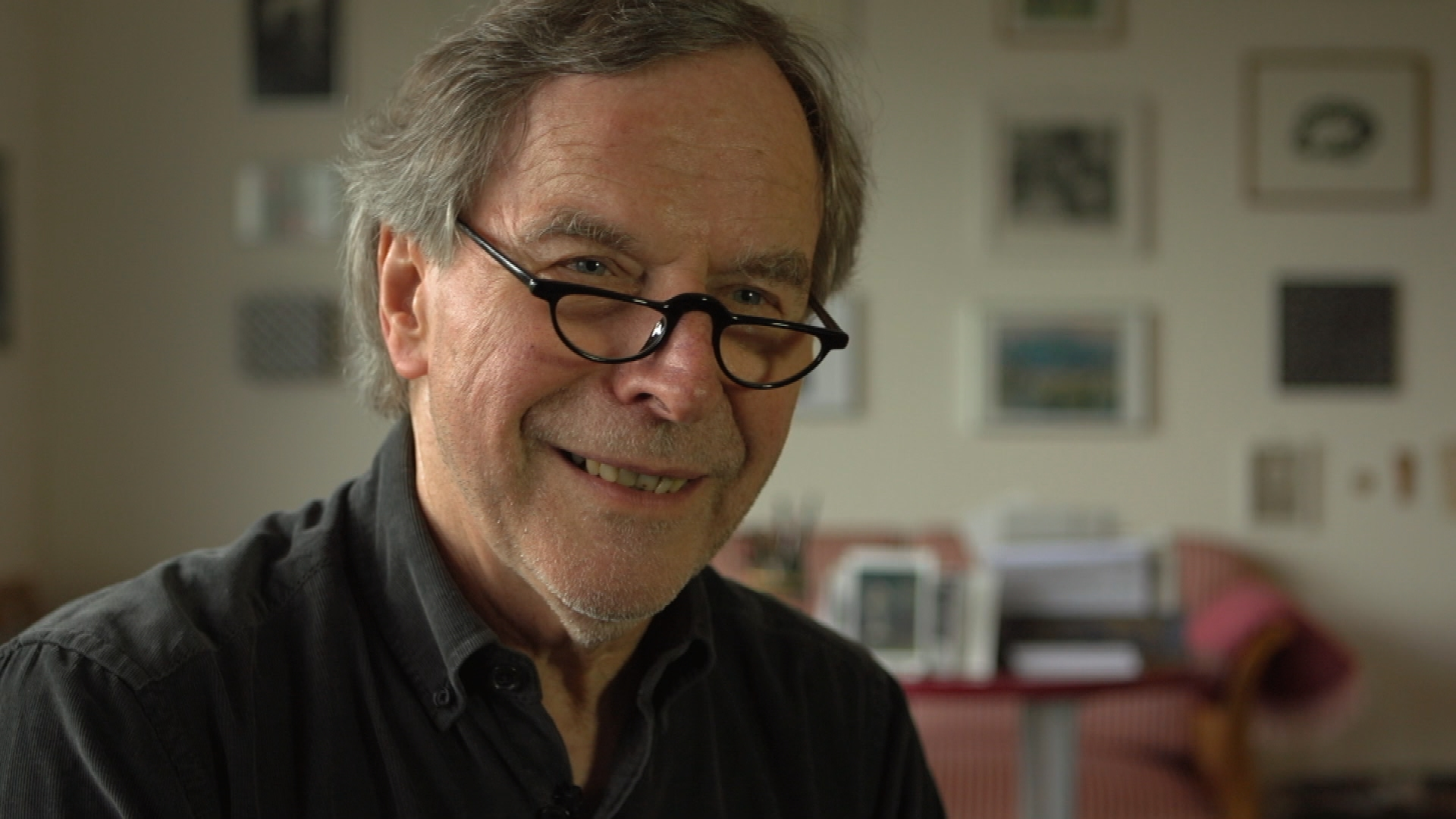
Klaus Merz (2015)

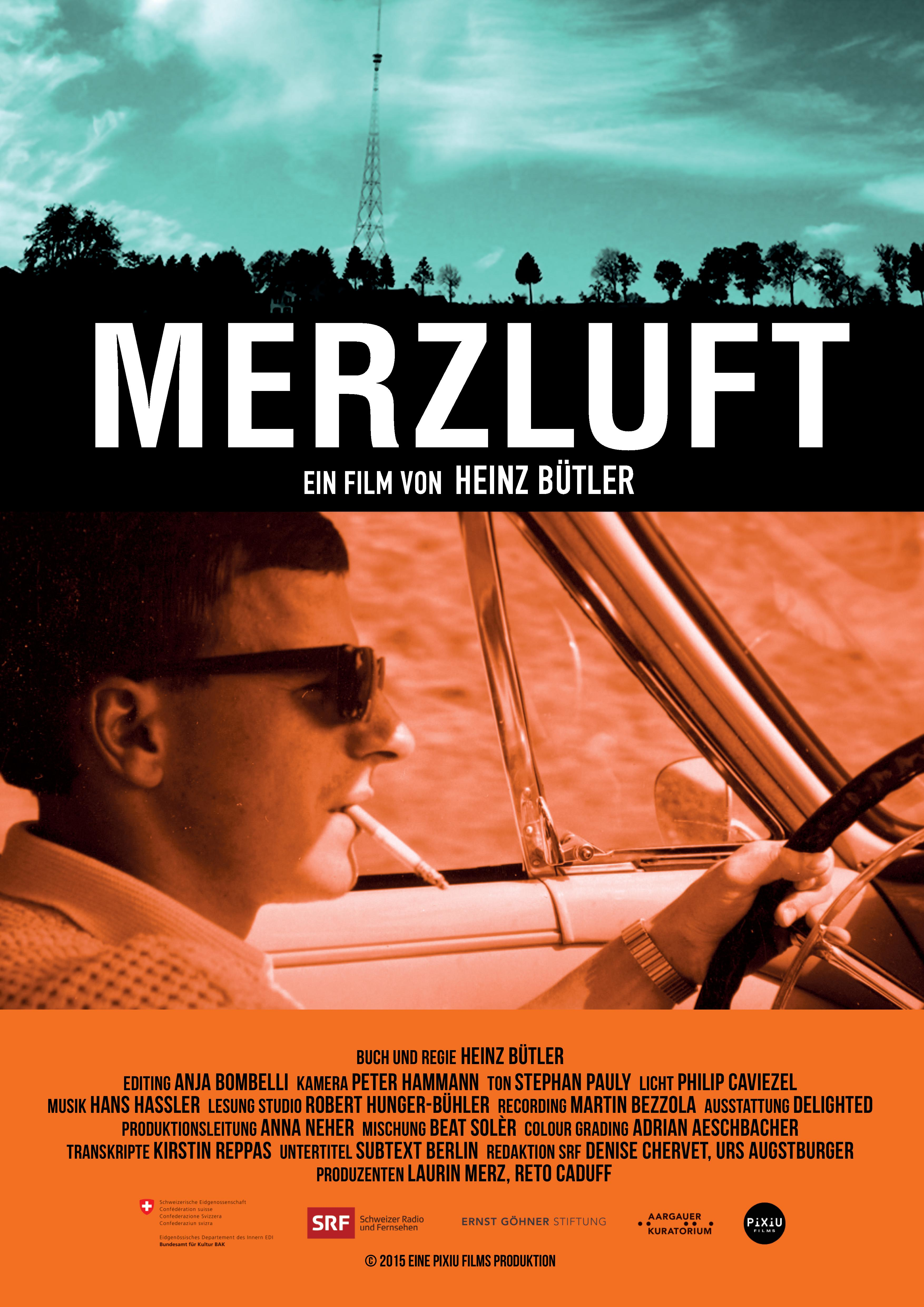
Filmplakat zu Merzluft (Plakat: Beat Solèr)

Klaus Merz (* 3. Oktober 1945 in Aarau) ist ein Schweizer Schriftsteller.

## Leben
Klaus Merz wuchs im aargauischen Menziken auf, wo seine Eltern eine Bäckerei führten. Nach dem Sekundarlehrerdiplom unterrichtete er, unterbrochen durch längere Auslandsaufenthalte, als Lehrbeauftragter für Sprache und Kultur an einer Höheren Fachschule.
1967 debütierte er mit dem Gedichtband Mit gesammelter Blindheit. Seither gibt es von ihm über zwanzig weitere Publikationen mit Gedichten, Erzählungen, kurzen Romanen und Essays; daneben verfasste er auch Hörspiele, TV-Drehbücher, Theaterarbeiten und Kinderbücher. Seit 1994 erscheinen seine Werke vorwiegend im Innsbrucker Haymon Verlag, die Buchcovers sind von Heinz Egger gestaltet. Merz’ Werke wurden in viele Sprachen übersetzt.
Seit 2011 erscheint bei Haymon eine auf bis jetzt 7 Bände angelegte Werkausgabe, die vom Literaturwissenschaftler und Autor Markus Bundi betreut wird. 2003 gab er die gesammelten Werke seines behinderten Bruders Martin Merz (1950–1983) bei Haymon unter dem Titel Zwischenland heraus.
2007 ehrte ihn das Zürcher Literaturmuseum Strauhof mit der Ausstellung «Der gestillte Blick – Der Schriftsteller Klaus Merz und die Bilder». 2015 feierte der Film Merzluft, welcher die Texte von Klaus Merz zum zentralen Thema hat, an den Solothurner Filmtagen Premiere.
Klaus Merz war Mitglied der Gruppe Olten und von 1995 bis 1997 deren Präsident. Er lebt heute als freier Schriftsteller in Unterkulm, wo ihm, zusammen mit seiner Frau Selma Merz, das Ehrenbürgerrecht verliehen wurde. Sie haben eine Tochter und einen Sohn.

## Rezeption
«Merz überzeugt als Lyriker und als Erzähler dank seiner Gabe, ebenso leicht wie knapp und präzise zu formulieren – eine Fähigkeit, die wir nur bei sehr wenigen Autoren antreffen», hielt der Jury-Vorsitzende Jochen Hieber in der Pressemitteilung der Frankfurter Allgemeine FAZ zum Hölderlin-Preis 2012 fest.
«Fast magisch ist es, was dem 1945 geborenen Schweizer Klaus Merz immer wieder gelingt: Zum einen ist es die radikale Verknappung, die zu seinen Stilmitteln gehört. Und zum anderen kann er haarscharf an den großen weltgeschichtlichen Ereignissen vorbeischauen und sieht trotzdem das Wesentliche. Was das ist, ist eben nur eine Frage der Definition.
firma sind zwei Bücher in einem, Prosa und Gedichte, wobei auch die Prosa in hohem Maße rhythmisiert ist. Über einen Zeitraum von 50 Jahren hinweg entwirft Merz Szenen aus dem Alltag einer Firma, erzählt in der geradezu chorischen Wir-Form. Wir als Leser wiederum erfahren nicht, was diese Firma produziert oder vertreibt, aber das ist auch nicht von Bedeutung. Gegründet wird der Betrieb am 20. Juli 1968 in einer Badeanstalt. Seit dem Morgen sitzen die Firmengründer dort; kurz vor Einbruch der Dämmerung setzen sie ihre Unterschriften unter die Verträge. Vom Friedhof nebenan ragen die Zweige auf das Gelände. So ist alles beisammen.
Einen heiteren Tonfall haben Merz’ Prosastücke wie auch seine Gedichte, und dennoch ist der Tod stets präsent. Aber eben nicht in großen historischen Zusammenhängen: Am 11. September 2001 brennt es sehr wohl, aber es sind die Filzvorräte des Untermieters, eines Hutmachers, die in Flammen stehen. Kein hoher Ton, kein Pathos: „Wir führen nur sporadisch Buch. Es geht um Denkwürdigkeiten.» (SWR-Bestenliste mit firma, März 2019)
Sein Archiv befindet sich im Schweizerischen Literaturarchiv in Bern.

## Auszeichnungen (Auswahl)
- 1979: Preis der Schweizerischen Schillerstiftung, für Latentes Material
- 1992: Aargauer Literaturpreis
- 1996: Solothurner Literaturpreis
- 1997: Preis der Schweizerischen Schillerstiftung, für Jakob schläft
- 1997: Hermann-Hesse-Preis, für Jakob schläft
- 1999: Prix Littéraire Lipp, für Frère Jacques
- 2004: Gottfried-Keller-Preis, für das Gesamtwerk
- 2005: Einzelwerkpreis der Schweizerischen Schillerstiftung, für Los
- 2005: Aargauer Kulturpreis, für das Gesamtwerk
- Buchpreise der Stadt Zürich 1992, 1994, 1997, 2001, 2005, 2010
- 2012: Basler Lyrikpreis[3]
- 2012: Friedrich-Hölderlin-Preis der Stadt Bad Homburg, für das Gesamtwerk[4]
- 2016: Rainer-Malkowski-Preis der Bayerischen Akademie der Schönen Künste.
- 2018: Christine Lavant Preis
- 2024: Schweizer «Grand Prix Literatur»[5]

## Werke

### Einzelausgaben
- Mit gesammelter Blindheit. Gedichte. Tschudy, St. Gallen 1967.
- Geschiebe – mein Land. Gedichte. Sauerländer, Aarau 1969.
- Vier Vorwände ergeben kein Haus. Gedichte. Artemis, Zürich 1972.
- Obligatorische Übung. Geschichten. Sauerländer, Aarau 1975.
- Latentes Material. Erzählungen. Sauerländer, Aarau 1978.
- Der Entwurf. Erzählung. AutorenEdition, München 1982.
- Landleben. Geschichten. Howeg, Zürich 1982.
- Bootsvermietung. Prosa, Gedichte. Howeg, Zürich 1985.
- Tremolo Trümmer. Erzählungen. Ammann, Zürich 1988.
- Nachricht vom aufrechten Gang. Prosa, Gedichte. Howeg, Zürich 1991.
- Am Fuss des Kamels. Geschichten & Zwischengeschichten. Haymon, Innsbruck 1994, ISBN 3-85218-156-9.
- Kurze Durchsage. Gedichte u. Prosa. Nachwort von Werner Morlang. Haymon, Innsbruck 1995, ISBN 3-85218-196-8.
- Jakob schläft. Eigentlich ein Roman. Nachwort von Peter von Matt. Haymon, Innsbruck 1997, ISBN 3-85218-229-8; Fischer Taschenbuch, Frankfurt am Main 2006, ISBN 3-596-16907-0.
- Kommen Sie mit mir ans Meer, Fräulein? Roman. Haymon, Innsbruck 1998, ISBN 3-85218-270-0.
- Garn. Prosa und Gedichte. Haymon, Innsbruck 2000, ISBN 3-85218-324-3.
- Adams Kostüm. Drei Erzählungen. Haymon, Innsbruck 2001, ISBN 3-85218-361-8.
- Das Turnier der Bleistiftritter. Achtzehn Begegnungen. Nachwort von Markus Kutter. Haymon, Innsbruck 2003, ISBN 3-85218-432-0.
- Die Tiere ziehen los! Eine Entdeckungsreise in die Fluss-Auen. Bilderbuch (mit Petra Rappo). Atlantis, Zürich 2003, ISBN 3-7152-0474-5.
- Löwen Löwen. Venezianische Spiegelungen. Haymon, Innsbruck 2004, ISBN 3-85218-449-5.
- Los. Eine Erzählung. Haymon, Innsbruck 2005, ISBN 3-85218-466-5.
- Kunos große Fahrt. Bilderbuch (mit Hannes Binder). NordSüd, Gossau 2005, ISBN 3-314-01433-3.
- Priskas Miniaturen. Zwanzig Erzählungen 1978–1988. Nachwort von Werner Morlang. Haymon, Innsbruck 2005, ISBN 3-85218-484-3.
- Der gestillte Blick. Sehstücke. Haymon, Innsbruck 2007, ISBN 978-3-85218-539-2.
- Der Argentinier. Novelle. Pinselzeichnungen von Heinz Egger. Haymon, Innsbruck 2009, ISBN 978-3-85218-580-4.
- Aussicht mit Zimmer. Texte zu Fotos von Stephan Schenk. Steidl, Göttingen 2009, ISBN 978-3-86521-958-9.
- Aus dem Staub. Gedichte. Haymon, Innsbruck 2010, ISBN 978-3-85218-568-2.[6][7]
- Unerwarteter Verlauf. Gedichte. Haymon, Innsbruck 2013, ISBN 978-3-7099-7093-5.
- Helios Transport. Gedichte. Haymon, Innsbruck 2016, ISBN 978-3-7099-7272-4.
- Flüsterndes Licht. Ein Kettengedicht. Gemeinsam mit Nora Gomringer, Marco Grosse, Annette Hagemann und Ulrich Koch. Haymon, Innsbruck 2017, ISBN 978-3-7099-7291-5.
- firma. Prosa Gedichte. Mit acht Pinselzeichnungen von Heinz Egger. Haymon, Innsbruck-Wien 2019, ISBN 978-3-7099-3449-4[8].
- Noch Licht im Haus. Gedichte und Geschichten. Haymon, Innsbruck-Wien 2023, ISBN 978-3-7099-8209-9.

### Werkausgabe
- Band 1: Die Lamellen stehen offen. Frühe Lyrik 1963–1991. Haymon, Innsbruck 2011, ISBN 978-3-85218-654-2.
- Band 2: In der Dunkelkammer. Frühe Prosa 1971–1982. Haymon, Innsbruck 2011, ISBN 978-3-85218-655-9.
- Band 3: Fährdienst. Prosa 1983–1995. Haymon, Innsbruck 2012, ISBN 978-3-85218-656-6.
- Band 4: Der Mann mit der Tür oder Vom Nutzen des Unnützen. Feuilletons. Haymon, Innsbruck 2013, ISBN 978-3-85218-657-3.
- Band 5: Das Gedächtnis der Bilder. Texte zu Malerei und Fotografie. Haymon, Innsbruck 2014, ISBN 978-3-85218-658-0.
- Band 6: Brandmale des Glücks. Prosa 1996–2014. Haymon, Innsbruck 2014, ISBN 978-3-85218-659-7.
- Band 7: Außer Rufweite. Lyrik 1992–2013. Haymon, Innsbruck 2015, ISBN 978-3-85218-660-3.
- Band 9: Dichtung und Belichtung. Materialien zum Werk von Klaus Merz. Haymon, Innsbruck 2022, ISBN 978-3-7099-8148-1.

## Virtuelle Realität
- 2020 wurde der Virtual Reality-Film LOS von Sandro Zollinger und Roman Vital nach dem gleichnamigen Buch von Klaus Merz am Sundance Film Festival uraufgeführt. Mit Niramy Pathmanathan, Regula Stüssi, Robert Vital und Klaus Merz. Produktion Montezuma Film, 2020.

## Film
- Merzluft. Dokumentarfilm über Klaus Merz. Mit Melinda Nadj Abonji, Peter von Matt, Manfred Papst, Markus Bundi, Robert Hunger-Bühler und Heinz Egger. Regie: Heinz Bütler. Produktion Pixiu Films, 2015.[9]